# Halichoeres cosmetus
Halichoeres cosmetus är en fiskart som beskrevs av Randall och Smith 1982. Halichoeres cosmetus ingår i släktet Halichoeres och familjen läppfiskar. IUCN kategoriserar arten globalt som livskraftig. Inga underarter finns listade i Catalogue of Life.